# Chapparadahalli, Hirekerur
Chapparadahalli là một làng thuộc tehsil Hirekerur, huyện Haveri, bang Karnataka, Ấn Độ.